# Live with the New Japan Philharmonic
Albums de Yngwie Malmsteen
War to End All Wars
(2000) Attack!!
(2002)
Live With The New Japan Philharmonic est un album en public d'Yngwie Malmsteen qui été enregistré à Tokyo lors de trois soirées, les 15, 16 et 17 juin 2001. Il comprend l'intégralité de son album symphonique, ainsi que d'autres compositions de son répertoire, dont Black Star joué uniquement par l'orchestre.

## Titres
1. Black Star Overture (Orchestra Only) - 05:31
2. Trilogy Suite Op. 5, The First Movement - 03:22
3. Brothers - 04:14
4. Icarus Dream Fanfare - 05:44
5. Cavallino Rampante - 03:51
6. Fugue - 04:19
7. Prelude to April - 02:50
8. Toccata - 04:29
9. Andante - 04:51
10. Sarabande - 03:35
11. Allegro - 01:30
12. Adagio - 03:19
13. Vivace - 05:36
14. Presto Vivace - 03:45
15. Finale - 02:36
16. Blitzkrieg (Encore) - 04:27
17. Far Beyond the Sun (Encore) - 09:17

- Le DVD comporte un autre titre joué également ces soirs-là : Evil Eye.